# Henrique Francisco d'Ávila
Henrique Francisco d'Ávila (Herval, 31 de agosto de 1833 — Porto Alegre, 5 de junho de 1903) foi um advogado e político brasileiro.

## Biografia
Filho do estancieiro Antônio Francisco d'Ávila e de Ana Francisca das Chagas d'Ávila. Casou-se com Maria Faustina Gonçalves Neto, filha de Rafael de Sousa Neto e Bárbara Leonor Gonçalves da Silva. Tiveram uma filha chamada Teodora Ávila (nascida em 1º de julho de 1874).
Iniciou seus estudos no Rio Grande do Sul, seguindo depois para o Rio de Janeiro, onde estudou no Colégio Pedro II, para, em seguida, bacharelar-se na Faculdade de Direito de São Paulo, em 1855. Regressou ao Rio Grande do Sul, fixando residência em Jaguarão, onde trabalhou como advogado. Ajudou a fundar na mesma cidade, em 14 de agosto de 1881, uma sociedade chamada Clube Jaguarense.
Filiado ao Partido Liberal, foi deputado provincial pelo Rio Grande do Sul (como 1º secretário: de 04 de março de 1861 a 30 de março de 1861, de 10 de novembro de 1861 a 14 de janeiro de 1862, da 9ª legislatura; de 15 de setembro a 17 de outubro de 1862, da 10ª legislatura; como vice-presidente: de 17 de outubro a 17 de novembro de 1862), deputado geral (1881-1882), senador (1882-1889), Ministro da Agricultura (ver Gabinete Paranaguá), presidente da província do Rio Grande do Sul, de 19 de abril de 1880 a 4 de março de 1881, também presidiu a província do Ceará, de 10 de julho a 11 de outubro de 1889, enquanto esta sofria com a seca.
Nos últimos anos de sua vida colaborou com o Jornal do Commercio em Porto Alegre.